# Lyngby-Taarbæk Symfoniorkester
Lyngby-Taarbæk Symfoniorkester er et dansk symfoniorkester i Lyngby-Taarbæk Kommune ved København.
Det består af en blandet gruppe konservatorie- og amatør-musikere spændende fra teenagere til 50- til 60-årige.
Det dirigeres ofte af gæstedirigenter og kompletteres af førende danske og udenlandske solister ved specielle lejligheder.
Orkestret blev grundlagt i 1957 som en del af den kommunale musikskole, og blev selvstændigt orkester i 1980.
Orkesteret tager normalt fire projekter op om året og afslutter sæsonen med en koncert i Tivolis Koncertsal.
Orkesteret optræder for det meste i det storkøbenhavnske område, men har udover resten af Danmark besøgt steder som Frankrig, Sverige, Italien, Storbritannien, Færøerne, Østrig og Letland.
I oktober 2009 besøgte orkesteret Rotterdam i Holland, hvor de spillede i Arminius-kirken.